# Wilhelm Maybach

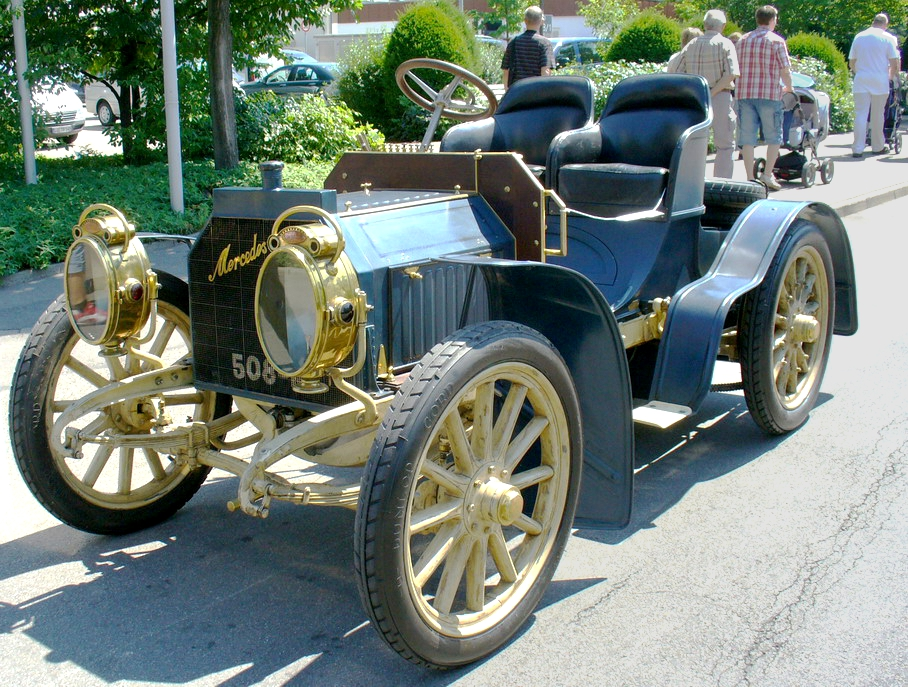
Mercedes-Simplex z roku 1902 s Maybachovým motorem

August Wilhelm Maybach (9. února 1846 Heilbronn – 29. prosince 1929 Stuttgart) byl německý vynálezce, konstruktér a výrobce automobilů.

## Život a dílo
V osmi letech osiřel a vyrůstal v sirotčinci v Reutlingenu, kde se také setkal s ředitelem místní strojírny Gottliebem Daimlerem a stal se jeho asistentem. Roku 1873 s ním nastoupil jako hlavní konstruktér do továrny na plynové motory Deutz v Kolíně nad Rýnem, kde dovedl Ottův spalovací motor do sériové výroby.
Od roku 1882 pracoval společně s Gottliebem Daimlerem v malé dílně v Canstattu u Stuttgartu, kde vyvinuli lehký rychloběžný motor, který se hodil k pohonu vozidel, a karburátor, který umožnil pohon na benzín. V roce 1885 postavil první motocykl (s dřevěným rámem), 1886 motorizovali dostavník, který dosáhl rychlosti 10 km/h a v říjnu 1889 předvedli v Paříži první automobil. S licencemi na jejich motory začínaly první automobilky: Panhard-Levassor a Peugeot ve Francii (1890), Steinway v USA (1891), DMC ve Velké Británii (1896) a Austro-Daimler v Rakousku (1899).
Jako technický ředitel Daimler-Motoren-Gesellschaft měl velký podíl na vývoji automobilismu. Podstatně zdokonalil motor, vynalezl voštinový chladič a zavedl ozubené převodovky. Roku 1900 zkonstruoval na podnět rakouského obchodníka Emila Jellinka závodní automobil Mercedes-Simplex s čtyřválcovým motorem o výkonu 35 HP. Název dostal podle Jellinekovy desetileté dcerky Mercedes. Roku 1904 následoval šestiválec o výkonu 70 HP a roku 1906 dokonce 120 HP.
Od roku 1909 vyráběl se svým synem Karlem ve vlastní továrně luxusní automobily, závodní motory a motory pro Zeppeliny.
Wilhelm Maybach až do své smrti bydlel své vile v Bad Cannstattu, která dodnes stojí na ulici Freiligrathstraße. Zde také 29. prosince 1929 zemřel. Maybach byl pochován v bezprostřední blízkosti svého přítele Gottlieba Daimlera na cannstatském hřbitově.